# Life Turns Electric
Life Turns Electric è il sesto album in studio del gruppo musicale alternative rock canadese Finger Eleven, pubblicato nel 2010.

## Tracce
1. Any Moment Now – 3:07
2. Pieces Fit – 3:09
3. Whatever Doesn't Kill Me – 3:37
4. Living in a Dream – 3:04
5. Good Intentions – 3:04
6. Stone Soul – 2:40
7. Ordinary Life – 4:00
8. Don't Look Down – 3:06
9. Famous Last Words – 3:19
10. Love's What You Left Me With – 3:22

## Formazione
- Scott Anderson - voce
- James Black - chitarra
- Rick Jackett - chitarra
- Sean Anderson - basso
- Rich Beddoe - batteria